# Stade montois cyclisme
Pour les articles homonymes, voir Stade montois.
Le Stade montois cyclisme est la section cyclisme du Stade montois omnisports,  club omnisports basé dans la commune de Mont-de-Marsan, dans le département français des Landes.

## Présentation
Le premier club de cyclisme de la commune de Mont-de-Marsan est fondé dès 1885. Il intègre par la suite le Stade montois omnisports issu du Stade montois rugby créé en 1908. En 1963, Luis Ocaña intègre le club.
Le Stade montois aménage une piste vélodrome inaugurée le 7 juin 1971 dans le stade Jean-Loustau dont il est propriétaire. Elle est utilisée jusqu'au rachat du stade en 2012 par l'hôpital Layné voisin et sa démolition en 2017. Un nouvel équipement sportif, le vélodrome Luis-Ocaña, est inauguré le 7 juillet 2023.

### Palmarès
Le club enregistre différents titres de champion au niveau régional, national, international et des records dans els catégories jeunes et professionnels, sur piste ou sur route :
- 1983 : le club est vainqueur de la Coupe d'Aquitaine piste toutes catégories ;
- 1984 : le club est champion d'Aquitaine de poursuite olympique séniors ;
- 2004 : Vincent Dauga est champion de France cadet de course à l'américaine ;
- 2005 - 2010 : Vincent Dauga est champion de France junior de poursuite individuelle. Il est sélectionné en équipe de France ;
- 2008 : Nicolas Rousseau est sélectionné en équipe de France de poursuite par équipes aux Jeux Olympiques de Pékin
- 2015 : David Tauzia établit le record de l'heure sur la piste du stade Jean-Loustau à 38,606 km[1]